# Hylomyscus
Hylomyscus är ett släkte av däggdjur som ingår i familjen råttdjur.

## Beskrivning
Dessa gnagare når en kroppslängd (huvud och bål) av 7 till 12 cm och en svanslängd av 8,5 till 17 cm. De väger 8 till 42 g. Den mjuka pälsen har på ovansidan en rödbrun till gråbrun färg och undersidan är vitaktig. Arterna har spetsig nos och stora öron. Svansen och öronen är nästan nakna. Hylomyscus skiljer sig i avvikande detaljer av skallens konstruktion från närbesläktade råttdjur.
Arterna förekommer i Afrika söder om Sahara och söderut till Angola. Habitatet utgörs av skogar i låglandet och i bergstrakter upp till 3500 meter över havet.
Individerna klättrar i växtligheten och är aktiva på natten. De vilar i självbyggda bon av växtdelar som placeras bland annat i trädens håligheter. Hylomyscus äter frukter och andra växtdelar samt några smådjur. Parningstiden är beroende på art och utbredningsområde. Vissa arter föredrar regntiden och andra den torra perioden. Dräktigheten varar 25 till 33 dagar och sedan föds 1 till 5 ungar. Ungarna väger i början bara 1 till 2 gram och är blinda. De öppnar ögonen efter två till tre veckor. Efter cirka en månad är de självständiga.
IUCN listar Hylomyscus grandis som lever endemisk vid Mount Oku i Kamerun som akut hotad (CR), Hylomyscus baeri som starkt hotad (EN) och alla andra som livskraftig (LC).

## Taxonomi
Arter enligt Catalogue of Life:
- Hylomyscus aeta
- Hylomyscus alleni
- Hylomyscus baeri
- Hylomyscus carillus
- Hylomyscus denniae
- Hylomyscus parvus
- Hylomyscus stella

Wilson & Reeder (2005) samt IUCN listar ytterligare en art i släktet, Hylomyscus grandis.